# Nervo acessório
O nervo acessório ou espinhal constitui, com o homólogo contralateral, o décimo-primeiro (XI) par de nervos cranianos.
É formado por uma raiz craniana e uma raiz espinhal, esta última é formada por filamentos radiculares que emergem dos 5 ou 6 primeiros segmentos da medula espinhal e se formam um tronco único que entram no crânio pelo forame magno, e saindo do sulco lateral do bulbo tem-se a raiz craniana que se junta ai a espinhal. Este tronco comum atravessa o forame jugular, juntamente com o nervo vago e o nervo glossofaríngeo, e daí divide-se em ramo interno e externo, o interno junta-se a raiz do vago e distribui-se com ele, já o externo inervara os músculos trapézio e esternocleidomastoideo.
As fibras que seguiram juntamente com o vago inervam os músculos da laringe, e as vísceras torácicas.
O nervo acessório é responsável pela propriocepção do pescoço, como relatado por GARCIA (2015).